# Gilles Ramade
 (janvier 2015).
Pour les articles homonymes, voir Ramade.
Gilles Ramade, né à Albi (Tarn) en 1958, est un metteur en scène, pianiste, comédien, chanteur lyrique, chef d'orchestre, compositeur, auteur, éditeur et producteur français.

## Biographie
Fils d'un instituteur et d'une institutrice, Gilles Ramade a passé sa jeunesse dans la région d'Albi. Tout d'abord à Vaour de 1958 à 1962, puis aux Cabannes, petit village près de Cordes et enfin en 1968 à Albi où il résidera jusqu'à ses 20 ans.
Il travaille le piano entre autres avec Bruno Rigutto et Pierre Sancan. Il est lauréat des classes d'art lyrique (médaille d'or à l'unanimité avec félicitations du jury), de chant, de solfège en 1988 du CNR de Toulouse. Il obtient le premier prix aux Voix d'or en 1989. Cette même année il est sélectionné pour un des rôles principaux de la comédie musicale Cats au théâtre de Paris. Ce spectacle recevra le Molière du spectacle musical en 1989. Chanteur lyrique, il chante entre autres Figaro du Barbier sous la direction Luigi Alva, puis s'enchaînent des rôles comme Don Juan de Mozart, Pelléas de Debussy, Falstaff de Verdi, Escamillo de Bizet, Mackie de l'Opéra de 4'sous et la plupart des grands rôles d'opéras comiques et d'opérettes qu'il chantera sur les grandes scènes lyriques françaises et suisses.
En 1992 il crée sa compagnie de théâtre musical, Figaro & Co, avec laquelle il met en scène une soixantaine de spectacles de théâtre, de comédie musicale, d'opérette et d'opéra.
Auteur, metteur en scène, il fait tomber les barrières du théâtre musical et  provoque la confrontation de mondes artistiques aux antipodes les uns des autres. C’est ainsi que l’art lyrique se frottera à l’univers rock de Queen et au burlesque des Marx’s Brothers le temps d’un opéra-rock,  qu’un Don José slamera son amour à Carmen, qu’un Roméo pourra haïr sa Juliette (Roméo Hait Juliette).
En 2010 avec une version scénique de Carmina Burana avec 600 choristes. il signe sa 100e mise en scène sur la scène du Zénith de Toulouse. 
Les plus grandes salles accueillent ses spectacles, parmi ses dernières créations citons Casanova l’Indécent, Un Taxi pour Broadway, Maestro Furioso, Led Zep 129.
Adepte des expériences inédites et se souvenant de sa formation de pianiste,  il collabore aujourd’hui avec l’humoriste Jérémy Ferrari qui met en scène son one-man show « Piano Furioso Opus 2 »
Il a 3 filles, Mathilde Ramade, Anna Ramade et Elsa Dreisig, qui évoluent dans différentes carrières artistiques avec succès.
En janvier 2018, il est élu "Toulousain de l'année 2017" par les lecteurs de La Dépêche du Midi.

## Spectacles

### Opéras écrits et mis en scène par Gilles Ramade
- 2018 : Les Contes d'Hoffmann opéra fantastique de Jacques Offenbach, mise en scène Gilles Ramade
- 2018 : La Flûte, opéra écrit et mis en scène par Gilles Ramade, d'après La Flûte Enchantée de Mozart

Spectacles musicaux écrits, composés et mis en scène par Gilles Ramade
- 2001 : Alice au pays des merveilles, comédie musicale d'après le roman de Lewis Carroll
- 2002 : La Famille Addams, comédie musicale (texte Gilles Ramade et Paul Silve)
- 2003 : La Guerre des boutons, opéra champêtre d'après le roman de Louis Pergaud
- 2004 : Le Casting, comédie musicale
- 2005 : Les Mésaventures de Pinocchio, opéra fantastique. d'après l'œuvre de Collodi
- 2010 : Le Vestiaire des filles, fresque rugbistique et musicale (histoire originale)
- 2011 : Poil de carotte, opéra pour enfants, d'après le roman de Jules Renard
- 2012 : Insoumission, opéra slam d'après l’œuvre de Prosper Mérimée Carmen
- 2013 : La Vague, opéra-rock inspiré de l'expérience de la Troisième Vague
- 2014 : Sa Majesté des mouches, opéra apocalyptique d'après le roman de William Golding[16]
- 2014 : Les Trois Noëls de monsieur Scrooge, comédie musicale d'après le roman Un chant de Noël de Charles Dickens
- 2015 : La Cantine, comédie musicale inspirée des romans 1984 de George Orwell et Le Meilleur des mondes d'Aldous Huxley
- 2016 : Casanova l'indécent, opéra rock d'après les mémoires de Casanova (musiques de Gilles Ramade et Guillaume Soulan)

Spectacles musicaux écrits et mis en scène par Gilles Ramade
- 2000 : Cent ans de music-hall sur les répertoires des chansons françaises de 1900 à 2000
- 2000 : The Wall, opéra-rock de Pink Floyd
- 2007 : Night at the Opera, musique de Queen
- 2008 : La Fanfare du sergent Poivre, comédie rock, musique des Beatles
- 2010 : Carmina Burana domus derelictae, opéra-bouffe sur des musiques de Carl Orff
- 2010 : Jim et Janis, comédie rock sur des musiques des Doors et du répertoire de Janis Joplin
- 2016 : Un taxi pour Broadway, comédie musicale sur des musiques de West Side Story, Starmania, Chantons sous la pluie, Kiss Me, Kate...
- 2016: Over the raimbaud, comédie musicale sur fond de cirque et de poèmes d'Arthur Rimbaud.

Spectacles musicaux mis en scène par Gilles Ramade
- 1992 : The Fantasticks, comédie musicale
- 1995 : Un barbier de Séville, opéra comique musique de Rossini et textes de Beaumarchais
- 1997 : La Vie parisienne, opéra-bouffe de Jacques Offenbach
- 1997 : Les Misérables, comédie musicale de Claude-Michel Schönberg et Alain Boublil, d'après Victor Hugo
- 1998 : La Dame de chez Maxim's de Georges Feydeau
- 1999 : Le Bourgeois gentilhomme, comédie-ballet de Molière et Lully
- 2002 : West Side Story, comédie musicale de Leonard Bernstein
- 2003 : Hair, comédie musicale de Mac Dermott
- 2004 : L'Opéra de 4 sous de Bertolt Brecht et Kurt Weill
- 2007 : Mireille, opéra de Charles Gounod
- 2011 : Orphée aux enfers, opéra-bouffe de Jacques Offenbach
- 2012 : The Rocky Horror Show !
- 2013 : Monsieur Carnaval, opérette de Charles Aznavour et Frédéric Dard
- 2015 : Un de la Cannebière Opérette de Vincent Scotto
- 2016 : La Fille du Régiment Opéra Comique de Donizetti

Comédies écrites par Gilles Ramade
- 1993 : Le Grand Air de Figaro !
- 1994 : Slimane, en collaboration avec Hocine Boudjemaa
- 1996 : Le Syndrome de l'ascenseur
- 1999 : Les Choristes
- 2000 : Roméo hait Juliette
- 2001 : Line
- 2009 : L'Incroyable Machine de Max Viergenillkäpsöterwein
- 2010 : Crucifixion
- 2016 : Casanova l'indécent